# Plaisance, Gers
Plaisance, tudi Plaisance-du-Gers, (gaskonsko Plasença) je naselje in občina v južnem francoskem departmaju Gers regije Jug-Pireneji. Leta 2008 je naselje imelo 1.465 prebivalcev.

## Geografija
Naselje leži v pokrajini Gaskonji ob reki Arros in njenem levem pritoku Larté, 55 km zahodno od Aucha.

## Uprava
Plaisance je sedež istoimenskega kantona, v katerega so poleg njegove vključene še občine Beaumarchés, Cahuzac-sur-Adour, Cannet, Couloumé-Mondebat, Galiax, Goux, Izotges, Jû-Belloc, Lasserade, Préchac-sur-Adour, Saint-Aunix-Lengros, Tasque in Tieste-Uragnoux s 4.081 prebivalci.
Kanton Plaisance je sestavni del okrožja Mirande.

## Zgodovina
Naselbina je bila ustanovljena kot srednjeveška bastida pod Jeanom I. Armagnacom v 14. stoletju, na mestu njene predhodnice.

## Zanimivosti
- neogotska cerkev Marijinega brezmadežnega spočetja iz 19. stoletja;